# Karl Johan Lilliesköld
Karl Johan Lilliesköld, född  6 maj 1954 i Stockholm, är en svensk internationell konstnär med ett flertal utställningar i Italien, England, Tyskland, Frankrike och USA och Sverige.

## Utbildning
Lilliesköld räknar sig till stor del autodidakt som konstnär men har skolats på Gerlesborgsskolan i Stockholm. Han hyllar de gamla mästarna.
Han debuterade i Sverige 1977 och ställde 1982 ut i Paris, och utvecklade sig sedan under flera års utlandsvistelse i  London och Lucca i norra Italien 1989-2008. 
Karl Johan Lillieskölds konst har beskrivit som
| ” | samtida och helt modernt, men hans bildvärld associerar ständigt till renässans- och barockmåleri, både estetiskt och rent tekniskt med en unik syntes mellan historien och samtiden | „ |

### Utställningar i urval
Galleri Ung Svensk Konst, Stockholm 1977
Galleri Källsprång, Linköping 1977
Galleri Apella. Strängnäs & Göteborg 1978
Galleri Emile, Stockholm 1979
Galleri Ippon, Malmö 1980 & 81
Galerie Art Visionnaire, Paris 1982
Jan Heide Art, Stockholm art fair 1983
Galleri AE, Göteborg 1984
Atlas Galleries, Chicago 1985 -
Arundel House Art, London 1988
Eva Jekel Gallery, London 1991
Galleri Bennetter, Stockholm 1993 & 1996
Härja Prästgård, Tidaholm 1994 & 1998
Galleri Galax, Göteborg 1997
Galleri Lagerwall & Lagerwall, Göteborg 2000
Konstfrämjandet, Eskilstuna 2003
Galleri Stenlund, Stockholm 2004
Pelles Lusthus, Nyköping 2004 
Frans Suell Galleri, Malmö 2005 
Galleri Nord, Örebro 2006
Galleri Gämla Väster, Malmö 2007
Galleri Sjöhästen, Nyköping, 2008
Arboga Konsthall, Arboga 2008
Flens Bibliotek Konsthall 2009
Galleri Nord, Örebro 2009
Miva Gallery, Malmö 2010
Galleri Jan Wallmark, Stockholm 2010
Galleri HandMade, Nyköping 2013
Galleri Nord, Örebro 2014.
Samlingsutställningar
Int. Drawing Biennale, Birmingham 1978
Galleri AE -
London art fair 1985 & 86
Tate Gallery, Liverpool -
"The Surrealist Object" 1989
Victoria & Albert Museum, London -
"Surrealist clothes" 1989
Villa Forci, Lucca -
"Pittura D.O.C." 1990
Crucial Gallery, London 1990
Castello Rocca San Paolino, Perugia -
"Prezensa Stranieri" 1991
Montagu Art Gallery, New York 1992, 93 & 95
Gallery Z, New York 1992
Galerie Die Treppe, Neurtigern/Stuttgart 1992
Galleri AE, Göteborg 1994
Gagliardi Art Gallery, London 1994, 96 & 98
Galleri Galax, Göteborg 1998 & 99
Virsbo Konsthall, Virsbo 2003
Galleri Ängelsberg, 2004 
Galleri Eklund & Wallmark, Stockholm 2005
Torre Viscontea, Lecco 2005
Palazzo Cesi, Aquasparta 2006
Camaver Kunsthaus, SOndrio 2006
Antich Palazzi, Aguasparta 2006
Camaver Kunsthaus, Sondrio 2006
Miva Gallery, Malmö 2008
Galleri Sander, Norrköping 2010
Virsbo Konsthall 2013
Hälleforsnäs Konsthall 2014
Gallery 69, New York 2014.
Sörmlandssalongen 2019 på Eskilstuna Konstmuseum.